# Bonifacio di Sutri
Bonifacio (fl. IX secolo o X secolo) è stato vescovo di Sutri, attribuito tradizionalmente al IX secolo.